# تغريد العصفوري
تغريد العصفوري (1970 -)، كاتبة ومخرجة وممثلة أداء صوتي مصرية. 

## حياتها
هي ابنة المخرج سمير العصفوري والفنانة إنعام سالوسة.

## مسيرتها
بدأت مسيرتها الفنية منذ الصغر حيث قامت بالأداء الصوتي لشخصية (طماطم) في مسلسل العرائس الشهير (بوجي وطمطم)، وفي العام 2007 بدأت بالتأليف.

## أعمالها
إخراج الفيلم الروائي القصير شوية عيال
إخراج أكثر من 17 فيلم تسجيلي
إخراج الجزء الثالث والرابع من مسلسل تامر وشوقية
إخراج الجزء الثالث والرابع من مسلسل الباب في الباب
إخراج مسلسل لسه بدري
إخراج مسلسل واكلينها والعة

### التأليف
- يوم ما تقابلنا (2009)
- تامر وشوقية (2008-2011)[6]
- لحظات حرجة (2007-2008-2012)

## جوائز
- جائزة مهرجان أسوان: فيلمي كان حلما بعيدا.[7]

## وصلات خارجية
- تغريد العصفوري على موقع الدهليز
- تغريد العصفوري على موقع قاعدة بيانات الأفلام العربية